# ダック・ベイカー
ダック・ベイカー（Duck Baker、1949年7月30日 - ）は、ジャズ、ブルース、ゴスペル、ラグタイム、フォーク、アイルランド音楽、スコットランド音楽など、さまざまなスタイルで演奏するアメリカのアコースティック・フィンガースタイルのギタリスト。彼はギターの教則本をたくさん執筆している。

## 略歴
彼の名声は、アイルランド音楽やスコットランド音楽、アメリカの民族音楽、ラグタイム、ゴスペル、ブルースなど、さまざまなジャンルでソロのフィンガースタイルのギタリストとして活躍したことにある。1949年7月30日にワシントンD.C.でリチャード・ロイヤル・ベイカー4世として生まれ、バージニア州で育った。10代の頃はロック・バンドで演奏し、その後にアコースティック・ブルースやジャズに興味を持つようになった。ジャズ・クルセイダーズ、ジミー・スミス、マイルス・デイヴィスらを聴いていたが、16歳のときに聴いたセロニアス・モンクの『ミステリオーソ』が最も印象に残ったという。師であるストライド・ピアニストのバック・エヴァンスからラグタイムについて学んだ。
1970年代初頭に、サンフランシスコへと移り、キッキング・ミュール・レコードからのデビュー・アルバム『There's Something for Everyone in America』で聴けるような幅広い楽曲を演奏した。ソロ・スタイルを発展させることに加えて、地元でのスウィング・ジャズやアヴァンギャルド・ジャズといったシーンに没頭していった。彼はトム・キーツとのデュエットやブルーグラス・バンドとの活動で、スウィング・ギターにのめり込んだ。1970年代後半から1980年代半ばまでは、ヨーロッパに滞在し、ロンドンのフリー・ジャズのミュージシャンたちに混じって時を過ごした。この数年の間に、ユージン・チャドボーン、ジョン・ゾーン、ヘンリー・カイザー、ウディ・マン、ジム・ニコルズらと共演した。彼は世界中をツアーし、スコットランドとアイルランドの音楽によるアルバムをリリースし、1987年にアメリカへと戻ってきた。

## ディスコグラフィ

### リーダー・アルバム
- There's Something for Everyone in America (1975年、Kicking Mule)
- When You Wore a Tulip (1975年、Kicking Mule)
- 『キング・オブ・ボンゴ・ボン』 - The King of Bongo Bong (1977年、Kicking Mule)
- The Art of Fingerstyle Jazz Guitar (1979年、Kicking Mule)
- 『キッド・オン・ザ・マウンテン』 - The Kid on the Mountain (1980年、Kicking Mule)
- Under Your Heart (1985年、Edition Collage)
- The Salutation (1988年、Day Job)
- A Thousand Words (1992年、Acoustic Music) ※with ジョン・レンボーン
- Opening the Eyes of Love (1993年、Shanachie)
- The Clear Blue Sky (1995年、Acoustic Music)
- 『スピニング・ソング〜ハービー・ニコルズ作品集』 - Spinning Song: Duck Baker Plays the Music of Herbie Nichols (1996年、Avant)
- Ms. Right (1998年、Acoustic Music)
- My Heart Belongs to Jenny (2000年、Day Job)
- Do You Know What it Means to Miss New Orleans (2005年、Day Job)
- The Ducks Palace (2009年、Incus)
- Everything That Rises Must Converge (2009年、Mighty Quinn)
- The Roots and Branches of American Music (2009年、Les Cousins)
- The County Set (2016年、Southern Summer)
- Outside (2016年、Emanem)
- Shades of Blue (2017年、Fuilca)
- The Preacher’s Son (2017年、Fuilca)
- Pareto Sketches (2017年、Barcode)
- Duck Baker Plays Monk (2017年、Triple Point)
- Les Blues Du Richmond: Demos & Outtakes 1973–1979 (2018年、Tomkins Square)
- Plymouth Rock (2019年、Fuilca)
- I’m Coming, Virginia (2020年、Fuilca)
- Not The First Time (2021年、Fuilca)
- Confabulations (2021年、ESP-Disk)
- Wink The Other Eye (2022年、Fuilca)
- Contra Costa Dance (2022年、Confront)

### 参加アルバム
ユージン・チャドボーン
- Guitar Trios (1977年、Parachute)
- Vision-Ease Vol 2 (1978年、House of Chadula)
- Wild Partners (1998年、House of Chadula)

その他
- ジョン・ジェイムス : Descriptive Guitar Instrumentals (1976年、Kicking Mule)
- ステファン・グロスマン : 『サンダー・オン・ザ・ラン』 - Thunder on the Run (1980年、Kicking Mule)
- ラズウェル・ラッド : Broad Strokes (2000年、Knitting Factory)